# 火山高校
《火山高校》（：／ Hwasan'go），2001年韓國電影，由張赫和申敏兒主演，內容以日本動畫《天上天下》為藍本。

## 故事大綱
金英俊有著天賦異稟的實力，但卻因為難以駕馭，讓他不斷惹出麻煩，而被迫多次轉學。在轉到火山高校後，因為過去的教訓，使他不得不保持低調。但在這個充滿許多奇人異士的地方，使他必須發揮自己的能力來應付這些人。就在有天，學校最強的校長不小心中毒而變成植物人，而且他的武林秘笈也被人竊去，因此不但讓野心勃勃的副校長控制整個學校，也讓金英俊被迫捲入了一場學生們爭奪秘笈的鬥爭之中....。

## 角色簡介
- 不開心的超人--金英俊（張赫 飾演；李景唐 中文配音；潘文柏 粵語配音）

雖然金英俊希望生活平淡，但偏偏他的超能力卻令他捲入大大小小的決鬥中，天賦本錢反而成為遺憾。小時候，他被雷電擊中而變成擁有異乎常人的能力，但卻無法隨心所欲控制而到處闖禍。他更贏得連續被八間學校開除的驕人紀錄。這次他決定要留在火山高校校，成功畢業。
- 火山高校校之花--「火山第一美 氷玉 柳采怡 」（申敏兒 飾演；郭馨雅 中文配音；陸惠玲 粵語配音）

火山高校校花，劍道隊大姐頭柳采怡，她對劍道的悟性極強，亦是校內的智多星，在松學林入獄後盡力維持校內秩序。她相信金英俊的超能力能夠令全校回復正常。原本仰幕松學林，但隨著金英俊的表現，讓她最後被對方的真誠打動而開始戀愛。
- 數學老師--「魔方陣」（許峻豪 飾演；陳宏瑋 中文配音）

在「學院五人房」中武藝最高。他以極速鎮壓全校，並且與金英俊展開敵對關係。金英俊曾經連續被八間學校開除，而每次開除他的竟然都是魔方陣於幕後策劃。冤家路窄，這次兩人又在火山高校校相遇，魔方陣決意要摧毀金英俊的超能力，杜絕他的爭霸之心。
- 滿肚密圈的副校長--「校監 講學士」（邊希峰 飾演；賀宇傑 中文配音）

他反對校長的自主教育方案，主張填鴨式教育，認為嚴守紀律才是最佳政策。他積極參與「勁爆教師」之爭，與校內各人爭一日之長短。為了重新整頓校風，他召來恐怖的鎮壓專家「火山高校五虎」。
- 擅舉千斤鐵的高手--「無情魔刀 張良」（金秀路 飾演；林協忠 中文配音；雷霆 粵語配音）

舉重隊隊長，強度僅次於松學林，希望成為全校最強，又想做柳採怡的男友。他與副校長獎學士密謀使學校一片混亂。不過當「火山高校五虎」來到後，情況便急轉直下。經歷了挫敗與背叛後，張良覺悟而成為一位真正的英雄。
- 鶴立雞群的強人--「淞林一學 松學林」（權相佑 飾演；陳宏瑋 中文配音；陳振安 粵語配音）

火山高校第一高手，因此能在最短時間內平定校內各黨派。不過他貪圖秘笈，得不到同學間的尊重。他被張良與副校長獎學士陷害，指他襲擊校長而入獄。松學林在絕望中悟出秘笈的真締，因而放棄爭奪。他的壯闊胸襟令他在變成真正強者。
- 愛得痴情--「一片丹心 逍遙仙」（孔曉振 飾演；曾允凡 中文配音；陳凱婷 粵語配音）

逍遙仙是劍道隊的副隊長，外號「情種」。她心愛松學林，在他入獄後四出奔走，甚至挑戰「火山高校五虎」，只希望替他洗脫嫌疑。雖然最後逍遙仙不敵五虎而離校，但有松學林在她身邊，就算去任何地方也願意。
- 遲鈍耿直--「光中」（丁相勳 飾演）

作為舉重隊的成員，光中對隊長張良非常忠心。但同時他又是金英俊僅有的談話對象。其後，他為了成全金英俊及柳采怡而背叛張良。縱使他手腳遲鈍，但熱心助人。
- 天才童軍--「包攝之王 心魔」（金刑鐘 飾演；鄧肇基 粵語配音）

心魔是校內最強的欖球隊隊長，亦是一位出色的童軍。他認為自己的武藝僅次於最強的松學林，不過卻被張良輕易擊敗。心魔本想利用金英俊的超能力替自己報仇，偏偏萬事不順，最後只是空談。
- 宅心仁厚的校長--「校長 長悟子」

他深信教育的真締是讓學生自行探索世界。藉著傳說中的武林秘笈，平定校內各門各派。平日深居簡出，避開「勁爆教師」之爭。他亦積極不干預任何事務，每日聞雞練武，埋頭苦練「無敵鬥雞眼」：斜八神功［사팔신공］，專門避開學生的難題。當他受到副校長及張良謀害後，校內的危機便逐步爆發。
- 鎮壓專家火山高校五虎--「學院五人房」

他們是副校長召來鎮壓學校的專業人士。在數學、韓文、音樂、體育及英文五科當中，五虎使出氣功、煙草斷閉掌［연초단폐장］、及死亡證書等絕技，令一眾學生毫無反抗餘地。

## 特点
本片在现代化的电影特技下，亦表现了很多韩国传统的文化元素。在其发行当时是一部大量使用汉字的电影，这是当时韩国电影中所少见的现象。如影片中出现的校名「火山高」、体育馆里的「天津」等字样皆直接使用汉字书写而较少的使用韩字。

## 外部連結
- 韓國映畫：火山高校 （页面存档备份，存于）
- 互联网电影数据库（IMDb）上《Whasango》的资料（英文）
- 「池中無魚」的啟示──看《天脈傳奇》和《火山高校》的感慨[永久]
- http://kaayan.moo.jp/eiga/buhin/kazandaihon.html （页面存档备份，存于） 火山高。對白，含人名及特殊用語的漢字注解